# Lisa Ekdahl Sings Salvadore Poe
Lisa Ekdahl Sings Salvadore Poe är ett album från 2001 av Lisa Ekdahl där hon sjunger sånger av den amerikanske kompositören Salvadore Poe. Arrangemangen för 16-mannaorkester är skrivna av Magnus Lindgren.

## Låtlista
Text och musik av Salvadore Poe.
1. Daybreak – 3:15
2. Rivers of Love – 4:14
3. Sunny Weather – 3:31
4. Only You – 4:29
5. The Color of You – 3:39
6. How Many More Times – 3:30
7. I Will Be Blessed – 2:44
8. Since You've Been Gone – 3:31
9. I've Never Seeen Anything Like You – 4:54
10. I Don't Miss You Anymore – 3:53
11. Nightingale – 2:10
12. The Rhythm of Our Hearts – 4:06
13. Sun Rose – 2:10
14. Of My Conceit – 5:15

## Listplaceringar
| Lista (2000-2001) | Topplacering |
| ----------------- | ------------ |
| Sverige           | 20           |
| Norge             | 11           |
| Danmark           | 30           |
| Frankrike         | 41           |